# Propyphenazone/paracetamol/caffeine
Propyphenazone/paracetamol/caffeine (tên thương mại Saridon) là một sự kết hợp giảm đau được chỉ định để kiểm soát đau đầu. Nó chứa thuốc giảm đau propyphenazone và paracetamol và chất kích thích caffeine.
Saridon được ra mắt lần đầu tiên bởi Roche vào năm 1933, ban đầu chứa pyrithyldione và phenacetin, phương thuốc được sử dụng rộng rãi cho sốt và đau. Nó thường chứa aspirin, phenacetin và caffeine, nhưng đã được điều chỉnh lại vào năm 1981, thay thế thành phần ban đầu phenacetin bằng paracetamol, trước khi phenacetin bị cấm bởi FDA Hoa Kỳ năm 1983. Nó đã có mặt ở hơn 80 quốc gia trên khắp Châu Âu, Châu Mỹ Latinh, Châu Á và Châu Phi, nhưng đã bị ngừng sử dụng ở nhiều quốc gia.

## Sử dụng trong y tế
Sự kết hợp này được sử dụng để giảm đau như đau đầu, đau răng, khó chịu kinh nguyệt, đau và sốt liên quan đến cảm lạnh và cúm, và cho đau sau phẫu thuật và thấp khớp.

### Hiệu quả
Paracetamol, một chất giảm đau và hạ sốt, khởi phát chậm nhưng thời gian tác dụng dài hơn và thiếu đặc tính kháng viêm. Mặt khác, propyphenazone, một thuốc chống viêm không steroid (NSAID), được chứng minh là khởi phát nhanh hơn nhưng thời gian tác dụng ngắn hơn. TSự kết hợp của paracetamol và propyphenazone làm tăng và kéo dài hoạt động trị liệu của propyphenazone: nồng độ đỉnh huyết tương tăng thêm 40%, và thời gian bán thải kéo dài thêm 77 phút. Caffeine, với tác dụng kích thích, là một loại thuốc giúp giảm buồn ngủ và phục hồi sự tỉnh táo. Nó cũng giúp tăng cường khả năng giảm đau của paracetamol, mặc dù một nghiên cứu của Cochrane nghiên cứu của Cochrane đã kết luận rằng cần một liều 100 mg cho một tác dụng - gấp đôi lượng có trong Saridon.

## Tác dụng phụ
Các tác dụng bất lợi là không phổ biến và bao gồm phát ban da, ngứa (ngứa), ban đỏ, phù mạch, các vấn đề về hô hấp như khó thở và hen suyễn, sốc phản vệ (phản ứng dị ứng nghiêm trọng), và giảm số lượng tế bào máu như giảm tiểu cầu, giảm bạch cầu, giảm pancytop. Loại tác dụng phụ sau có thể nghiêm trọng.

## Tương tác
Các tương tác được biết đến chủ yếu liên quan đến thành phần paracetamol. Barbiturates, phenytoin, carbamazepine và rifampicin làm tăng sự hình thành các chất chuyển hóa paracetamol độc trong gan. Rượu cũng làm tăng độc tính gan của paracetamol. Sự kết hợp của zidovudine với paracetamol có thể làm tăng nguy cơ giảm bạch cầu trung tính. Loại bỏ chloramphenicol được kéo dài gấp năm lần bởi paracetamol.

## Chống chỉ định
Chống chỉ định là quá mẫn cảm với phenazone, propyphenazone, aminophenazone, metamizol, phenylbutazone, paracetamol, axit acetylsalicylic hoặc caffeine; thiếu hụt tủy xương; thiếu hụt glucose-6-phosphate dehydrogenase; rối loạn chức năng gan cấp tính; nghiện rượu; viêm dạ dày ruột hoặc chảy máu; mang thai và cho con bú; trẻ sơ sinh và trẻ em dưới 6 đến 12 tuổi (thay đổi theo quốc gia).

## Xã hội và văn hoá

### Hạn chế
Nhận xét của WHO: "Propyphenazone, một dẫn xuất pyrazolone có hoạt tính chống viêm, giảm đau và hạ sốt, được giới thiệu vào năm 1951 trong điều trị rối loạn thấp khớp. Vì nó có cấu trúc liên quan đến aminophenazone, nó có liên quan đến chứng loạn sắc máu nghiêm trọng. Tuy nhiên, nó không thể được chuyển thành nitrosamine có khả năng gây ung thư và do đó đã được sử dụng rộng rãi như một loại thuốc thay thế cho aminophenazone. Ở một số quốc gia, các sản phẩm có chứa propyphenazone hiện đã bị hạn chế trong chỉ định của họ, trong khi ở các quốc gia khác, chúng vẫn có sẵn, đôi khi là các chế phẩm không kê đơn. " 
- Sri Lanka [9]
- Malaysia [9]
- Thái Lan [9]
- Thổ Nhĩ Kỳ: Bị cấm sản xuất và bán vào tháng 1 năm 1986 vì các phản ứng bất lợi nghiêm trọng.[8]

### Ấn Độ
Ở Ấn Độ, Saridon được cung cấp bởi Piramal Enterprises Ltd. Thường được sử dụng để giảm đau đầu, Saridon có sẵn với giá 29,00 đô la (tính Tính đến  năm November 2016) mỗi dải chứa 10 viên.
Công thức ở Ấn Độ bao gồm 150 mg propyphenazone, 250   mg paracetamol và 50 mg cafein.
Vào tháng 9 năm 2018, Saridon, cùng với 327 FDC khác, đã bị Bộ Y tế và Phúc lợi gia đình cấm.. Sau đó, trong cùng tháng đó, Tòa án Tối cao Ấn Độ đã giữ nguyên quyết định của trung tâm và cho phép bán Saridon.
Một loại thuốc khác thường có sẵn cũng bao gồm sự kết hợp tương tự với 150 mg propyphenazone, 300 mg paracetamol và 50 mg cafein.

### Philippines
Saridon có sẵn ở Philippines và đang được bán với giá bán lẻ đề xuất là 4,35 PhP mỗi viên. Ban đầu chỉ có sẵn ở vùng Visayas-Mindanao, nó đã được triển khai tại Luzon vào năm 2011 với mục tiêu tái tạo thành công của nó ở Visayas và Mindanao trong phạm vi quốc gia.
Saridon là loại thuốc giảm đau duy nhất trong cả nước có ba hoạt chất và là loại duy nhất liệt kê caffeine là một trong những thành phần của nó.